# Sajjad Karim

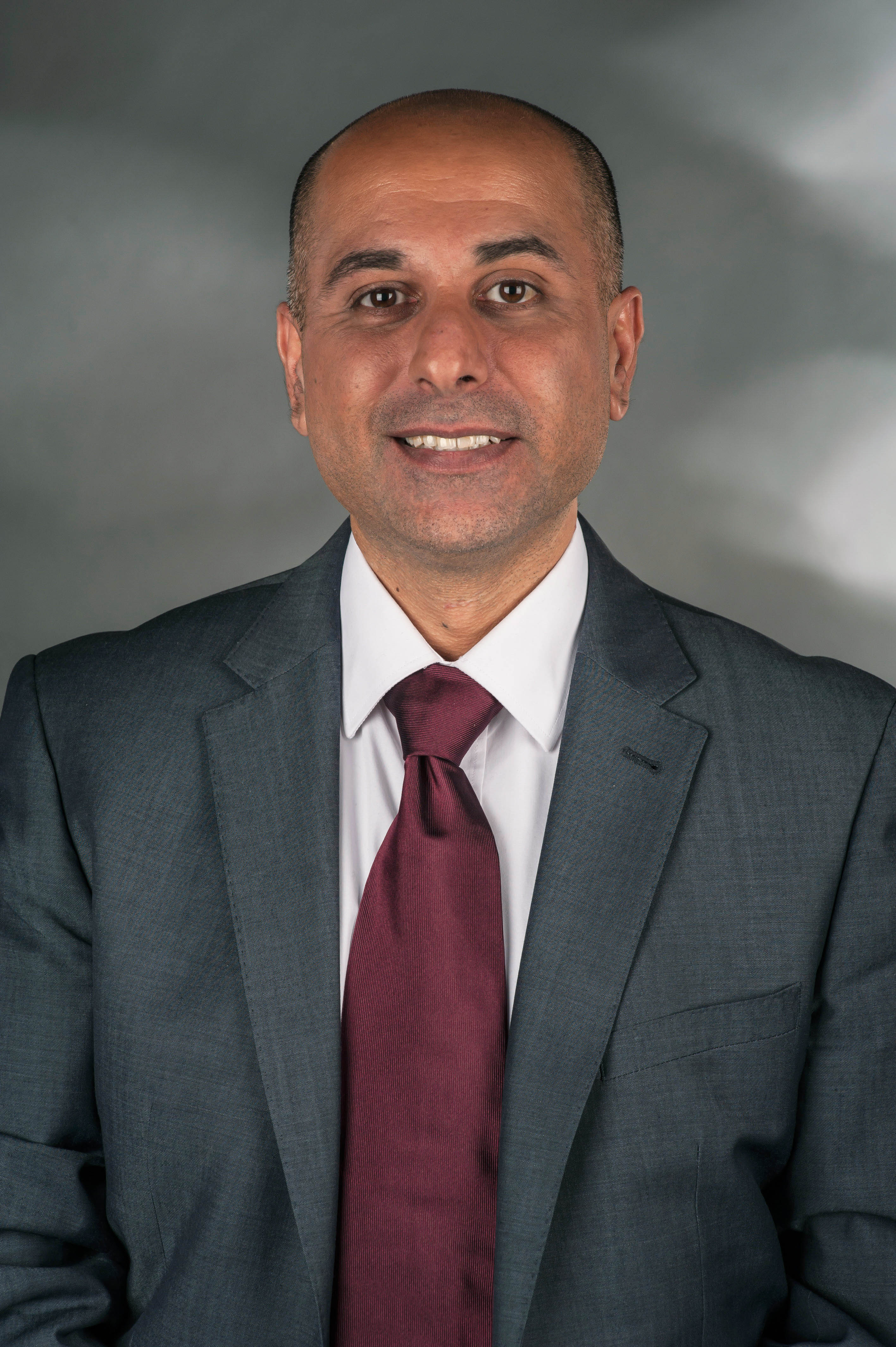
Sajjad Karim 2014

Sajjad Haider Karim (* 11. Juli 1970 in Blackburn) ist ein britischer Politiker und seit 2004 ein Europaabgeordneter für Northwest England. Gewählt wurde er für die Liberal Democrats, am 26. November 2007 wechselte er zur Conservative Party. Am 12. Dezember desselben Jahres wurde er somit auch Mitglied der Fraktion der Europäischen Volkspartei – Europäische Demokraten. Sajjad Karim ist muslimischen Glaubens und seine Vorfahren stammen aus Pakistan.
Karim studierte Rechtswissenschaften am College of Law (CoL) in Chester. Nach seiner Anwaltsprüfung 1994 wurde er Solicitor beim Supreme Court of England and Wales. Im gleichen Jahr wurde er als Mitglied des Gemeinderates von Pendle, dem er bis 2001 angehörte. Bei der Europawahl 2004 wurde er als einer von zwei Abgeordneten der Liberaldemokraten für die Region Northwest England gewählt.
Im November 2007 wechselte Karim zu den Konservativen. Als Grund gab er persönliche Bewunderung für deren Parteivorsitzenden David Cameron an; ein Sprecher der Liberaldemokraten sagte, Karim habe die Partei aus Enttäuschung darüber verlassen, dass er bei der Wahl für die Listenplätze für Northwest England nur den zweiten Platz erhalten hatte. Bei der Europawahl 2009 wurde er wieder gewählt. Er gehört, wie alle Mitglieder der Conservative Party, zur 2009 neu gegründeten Fraktion der Europäischen Konservativen und Reformisten (ECR). Nach der Europawahl 2014 trat er als Spitzenkandidat der ECR für das Amt des Präsidenten des Europäischen Parlamentes an und erhielt 101 Stimmen.